# Торамана
Торамана (Toramana, Rajadhiraja Maharaja Toramana Shahi Jaula, през 6 век) е през 490 – 515 (510?) г. цар на белите хуни ефталити в Индия през 6 век.
За него е известно от хрониката Раджатарангини (в превод: Река на царете) на Калхана, от монети и надписи като Раджадхираджа махараджа Торама Шахи Джаула.
Той живял в Павайя на брега на река Чинаб и управлявал света. Наследник е на цар Кингила I (430 – 490). Според намерения надпис през 1983 г., Ауликаранският цар на Малава Пракашадхарма (Prakashadharma) го разбил в битка.
Торамана е баща на Михиракула (500/510 – 528), който го наследява на трона.